# 巩店镇
巩店镇，是中华人民共和国安徽省亳州市利辛县下辖的一个乡镇级行政单位。

## 行政区划
巩店镇下辖以下地区：
巩店社区、马庙村、荆桥村、白鸡村、巩沟村、红连村、张乐村、肖寨村、刘寨村、永昌村、向阳村、丁寨村、王店村、韩寨村、宋寨村、车寨村、大李村和魏寨村。